# علی‌عرب (دزفول)
علی‌عرب (دزفول)، روستایی از توابع بخش سردشت شهرستان دزفول در استان خوزستان ایران است.

## جمعیت
این روستا در دهستان سردشت قرار دارد و براساس سرشماری مرکز آمار ایران در سال ۱۳۸۵، جمعیت آن ۲۷ نفر (۵خانوار) بوده‌است.